# Psicología social
La psicología social o sicología social es el estudio científico de cómo los pensamientos, sentimientos y comportamientos de las personas son influidos por la presencia real, imaginada o implícita de otras personas. Sus orígenes se remontan a 1879 con la aparición de la Völkerpsychologie o psicología de los pueblos, desarrollada por Wilhelm Wundt y que actualmente es una de las especialidades de estudio.

## Definición
La psicología social estudia focalizando el individuo en la sociedad y la incidencia de esta en el individuo, ya que lo humano y lo social están estrechamente relacionados y se complementan mutuamente.
Afirmó Allport en 1954 que "los psicólogos sociales consideran su disciplina como un intento de comprender y explicar cómo los pensamientos, sentimientos y conducta de los individuos son influenciados por la presencia actual, imaginada o implícita de otros seres humanos". En una segunda edición de 1968, Allport presenta una ligera ampliación de esta definición, afirmando que "La psicología social es una disciplina en la cual las personas intentan comprender, explicar y predecir cómo los pensamientos, sentimientos y acciones de los individuos son influenciados por los pensamientos, sentimientos y acciones percibidos, imaginados o implícitos, de otros individuos" (Raven & Rubin, p. 16, 1983). La segunda definición que revisaremos es la de Baron & Byrne (1994), quienes plantean que la tarea central de los psicólogos sociales es comprender cómo y por qué los individuos se comportan, piensan y sienten como lo hacen, en situaciones que involucran a otras personas.
Respecto a la definición inicial de este artículo, el término «científico» se refiere al método empírico de investigación. Los vocablos «pensamiento», «sentimiento» y «comportamiento» incluyen todas las variables psicológicas que se pueden medir en un ser humano. La afirmación de que otras personas pueden ser «imaginadas» o «implícitas» sugiere que, de manera indefectible, estamos influenciados socialmente, incluso cuando:
- a) no hay otros individuos presentes —como cuando vemos la televisión en casa—.

- b) seguimos normas culturales internalizadas.

La psicología social también es definida como «la ciencia que estudia los fenómenos sociales e intenta descubrir las leyes por las que se rige la convivencia». Investiga las organizaciones sociales y trata de establecer los patrones de comportamientos de los individuos en los grupos, los roles que desempeñan y todas las situaciones que influyen en su conducta.
Típicamente, los psicólogos sociales explican el comportamiento humano como resultado de la interacción de estados mentales y situaciones sociales inmediatas. En la heurística de Kurt Lewin, el comportamiento puede ser visto como una función de la persona y el medioambiente, C=f(P, M). En general, los psicólogos sociales tienen una preferencia por los hallazgos empíricos basados en laboratorios. Sus teorías tienen tendencia a ser específicas y enfocadas, en vez de globales y generales.
La psicología social es un proyecto interdisciplinario que salva el espacio entre la psicología y la sociología. Durante los años inmediatamente posteriores a la Segunda Guerra Mundial, había una colaboración frecuente entre psicólogos y sociólogos. Sin embargo, las dos disciplinas han mirado hacia una actitud cada vez más especializada, aislándose la una de la otra. En años recientes, los sociólogos se han centrado en macro variables (por ejemplo, la estructura social), yendo hacia una extensión mucho más grande. No obstante, los enfoques sociológicos de la psicología social se convierten en una contraparte importante a la investigación psicológica en el área. 
Además de la ruptura entre la psicología y la sociología, ha habido una diferencia bastante menos pronunciada en el énfasis, entre los psicólogos sociales estadounidenses y los psicólogos sociales europeos. Haciendo una amplia generalización, se puede decir que, tradicionalmente, los investigadores estadounidenses se han centrado más en el individuo, mientras que los europeos han prestado más atención a los fenómenos a nivel de grupo.
Aunque el actual predominio anglosajón en esta disciplina ha pretendido establecer el origen de la misma en los Estados Unidos, la realidad es que serán los trabajos de Gustave Le Bon, especialmente su Psicología de las Masas (1895), y muy especialmente los de Gabriel Tarde, especialmente obras como Las Leyes de la imitación (1890) y La opinión y la multitud (1901) quienes la inician. En los Estados Unidos, el primer estudio publicado en esta área fue un experimento sobre el fenómeno de facilitación social. Durante los años de 1930, muchos psicólogos de la Psicología de la Gestalt, entre ellos Kurt Lewin, huyeron de la Alemania Nazi, hacia los Estados Unidos. Fueron instrumentales en el desarrollo del campo como algo distinto a las escuelas de psicología conductista, comportamental y psicoanalítica que fueron dominantes en ese momento, y la psicología social ha seguido manteniendo el legado de sus intereses en la percepción, la cognición y el acto de consciencia individual y colectivo. Las actitudes y una variedad de fenómenos de grupos pequeños fueron los temas más estudiados durante esta era. 
Durante la Segunda Guerra Mundial, los psicólogos sociales estudiaron la persuasión y la propaganda para los militares estadounidenses. Después de la Guerra, los investigadores se interesaron por una variedad de problemas sociales, incluyendo los asuntos de género y prejuicio racial. Durante los años sesenta, existió un interés creciente en una variedad de nuevos temas como la disonancia cognitiva, el efecto espectador, y la agresión. Sin embargo, por los años setenta, la psicología social en los EE. UU. había llegado a una crisis. Había un debate acalorado sobre la ética y la deontología en la experimentación en el laboratorio, si las actitudes predicen el comportamiento de verdad o no, y cuánta ciencia podría ser hecha en un contexto cultural. Paralelamente, un enfoque situacionalista radical desafió la relevancia del yo y la personalidad en la psicología.
En la década del '60 Enrique Pichon-Rivière crea la Psicología Social Argentina, con los vínculos como objeto de estudio y con foco en los grupos, instituciones y comunidad.
La psicología social alcanzó la madurez en teoría y método durante los años 1980 y 1990. Cuidadosos estándares éticos regulan ahora la investigación, y han emergido más perspectivas pluralistas y multiculturalistas. Los investigadores modernos se interesan por una variedad de fenómenos, pero la atribución, la cognición social y el concepto del yo son quizás las áreas que más han aumentado durante los últimos años. Los psicólogos sociales han mantenido sus intereses aplicados, con contribuciones a la psicología de la salud y medioambiental, además de la psicología legal, y la estrecha relación con la psicología clínica, especialmente desde el psicoanálisis y sus posteriores corrientes y tendencias (ej. la Gestalt) que, finalmente, fueron las que dieron origen a la psicología social.
"Estudia la interrelación dinámica entre lo individual y lo social y en su atravesamiento con la historia, la cultura, la política, la lengua, y otros aspectos presentes en la realidad. Desde la perspectiva de la psicología social se estudian los comportamientos individuales y sociales, la formación de los grupos, los fenómenos de masa y otras problemáticas de la escena contemporánea. Desde su comienzo, la psicología social fue entendida como un campo de confluencia entre la psicología y la sociología. Sin embargo en las últimas décadas son muchas más las disciplinas que lo constituyen: antropología, lingüística, historia, comunicación, economía. La psicología social construye conocimientos de formas interdisciplinarias y lo aplica a distintos campos de la realidad. La cultura de fin del siglo XX y de los primeros años del nuevo milenio fue afectado por cambios acelerados y definitivos de una velocidad que no se había producido en épocas anteriores de la humanidad, ocasionadas en gran parte por los avances tecnológicos y productivos y posibilitados, muy especialmente por los medios de comunicación. Esto determinó cambios en la forma de ser de las personas y en los grupos que moldearon nuevas “subjetividades” en relación con este particular momento histórico social.
La llamada globalización es un fenómeno que comenzó en la esfera económica y consiste en la expansión de los grandes mercados de capitales más allá de las fronteras de sus propios países, produciendo un fuerte impacto en las demás naciones, en un intercambio claramente favorable para aquellas con economías más potentes. Este fenómeno global se extendió muy pronto a los ámbitos políticos, culturales, sociales, ecológicos y casi todas las esferas de la sociedad. Una de las consecuencias de ese modelo fue la fragmentación de la sociedad y la exclusión de grandes sectores de la población del mundo del trabajo y la falta de satisfacción de las necesidades básicas. Este fue el panorama en la Argentina y en muchos países de América latina al comienzo del siglo XXI. En los últimos meses de 2008 se produjo una importante crisis financiera en los países más ricos del mundo, con inevitables consecuencias para el resto; hasta el momento no es posible evaluar el impacto de estos cambios económicos en otras esferas de la sociedad. Por ello es que estudiar los comportamientos sociales sin la inclusión de la dimensión histórica es insuficiente. Por ejemplo, las marcas que imprime la globalización en la juventud son muy distintas de las que “subjetivaron” a las generaciones de 1960 y 1970.
La perspectiva histórico-social ha incidido en los nuevos desarrollos teóricos y en los trabajos de campo de la psicología social".

## Complejidad
La influencia de los estereotipos sobre las conductas de exclusión, tal como se analiza en los trabajos de Mullen y colaboradores, pone de manifiesto la actuación conjunta de varios procesos de distinta naturaleza que se entrecruzan entre sí. Algunos de ellos son individuales, tienen que ver con cogniciones (por ejemplo, la complejidad de los etnofaulismos) y con emociones (por ejemplo, su valencia), pero otros son estructurales; es decir, reflejan dimensiones permanentes y globales de la sociedad. Es lo que ocurre con los antecedentes de la complejidad de los estereotipos, ya que cuenta con una de las ramas de la psicología y sociología.
Valga como ejemplo de estos procesos estructurales el grado en que la sociedad de acogida considera extranjeros a los miembros de un grupo étnico de inmigrantes. Al ser los Estados Unidos un país con predominancia de lo anglosajón, a un inmigrante inglés, por ser también anglosajón, se le aplicarán etnofaulismos muy distintos a los que se aplican, pongamos por caso, a un inmigrante griego. Es decir, un inmigrante inglés es considerado, por así decir, menos «extranjero» que un griego y, por lo tanto, en comparación con un inmigrante griego, al inglés se le aplican etnofaulismos más complejos y más positivos. La clave está en el carácter compartido entre estadounidenses e ingleses de un aspecto estructural: su pertenencia al mundo anglosajón.
Si se consideran ahora las conductas de exclusión (las consecuencias de los etnofaulismos), se apreciará que también ellas ponen en marcha procesos de carácter estructural. En efecto, ser acogido como inmigrante en un país trae consigo una serie de implicaciones que no afectan solo a cogniciones, emociones y conductas individuales, sino a regulaciones institucionales, como nuevas leyes que cumplir y nuevas normas en el trato con los demás en diversos ámbitos, desde el laboral al familiar, sin olvidar el religioso, el tiempo de ocio y el lugar donde vivir, entre otros. Todo ello se intensifica con el proceso de «naturalización», que hace que la persona pase a ser ciudadano del país de acogida con un conjunto explícito de derechos y obligaciones diferentes a las de su país de origen.
En resumen, la investigación de Mullen y colaboradores es una prueba de que los procesos implicados en la influencia de los estereotipos sobre las conductas de exclusión son muy variados y de distinta naturaleza. Esto es también característico de los procesos que estudia la Psicología social y se aprecia en un análisis detenido del contenido del Cuadro 1.1. El resto del presente apartado examina este asunto con mayor detalle, a través de un análisis de dos de las teorías de mayor influencia en la Psicología social: la Teoría de la identidad social y la Teoría de la justificación del sistema.

## Objeto de la disciplina
El objeto de estudio de la psicología social son las relaciones sociales. El interaccionismo simbólico es una de las teorías más influyentes y características de esta disciplina. Su antecesor, George Herbert Mead, estudió los gestos, el lenguaje y la conducta, como productos de las relaciones que sostienen las personas, en primera instancia, cuando están cara a cara.
Evidentemente existen en la sociedad organizaciones configuradas en torno a los aspectos socioculturales, derivados de la interacción de individuos; luego no es difícil asimilar la existencia de una conciencia colectiva que nos permita comprender dichas configuraciones.
La Psicología social asume como supuesto la existencia independiente y observable de procesos psicológicos sociales de diferente orden al de los procesos psicológicos del individuo, pero de la misma naturaleza, lo cual nos ayuda a comprender cómo nos comportamos en grupos, también abarca las actitudes de cada persona ante su forma de reaccionar o pensar en el medio social.

## Corrientes
La «psicología social» es una de las ramas de la «psicología» y es de las principales que surgieron durante el siglo XIX. La psicología social se centra en áreas como la conformidad, la atracción interpersonal, la percepción social y el prejuicio. Esta se divide en psicología social sociológica y psicología social psicológica. La psicología social sociológica ha tenido tres modelos teóricos de mayor impacto, los cuales comparten un rasgo en común, el análisis psicosociológico que no tiene carácter reduccionista. Las teorías a las cuales nos referimos son: teoría de la identidad social, las teorías de las minorías activas, y la teoría de las representaciones sociales (una de las más relevantes y que ha sido marco de reflexión constante tanto teórica como empíricamente en la psicología social europea).

### Psicología social psicológica

##### Psicología social y conductismo
La psicología social estudia la actividad o conducta del individuo tal como se da dentro del proceso social; la conducta de un individuo solo puede ser entendida en términos de la conducta de todo el grupo social del cual es miembro, puesto que sus actos individuales están involucrados en actos sociales más amplios, que van más allá de él y que abarcan a otros miembros de ese grupo. En pocas palabras, el conductismo social estudia todo lo que se puede ver y medir. El conductismo social nos dice que las personas se reducen a estímulos y respuestas.

##### La Caja Negra
El conductismo considera que la mente no existe, se le considera una «caja negra», un elemento incognoscible a la que se concede poca importancia para explicar la conducta y que se encuentra en un punto intermedio entre estímulos y respuestas. El ser humano es un ser fundamentalmente pasivo que se limita a captar estímulos y responder de la manera pertinente.

##### Conductismo clásico
El condicionamiento clásico o conductismo clásico es un aprendizaje que se adquiere mediante distintos estímulos, los cuales generan una respuesta cuando estos se presentan. Estímulo incondicionado: es un estímulo que produce una respuesta naturalmente, es decir, no necesita aprenderse. Respuesta incondicionada: es la respuesta producida por el estímulo incondicionado. Estímulo condicionado: es un estímulo que se propone para provocar una respuesta, es decir, se aprende. Respuesta condicionada: es aquella que se presenta ahora y que no se presentaba antes de que se empleara un estímulo condicionado.

##### Condicionamiento operante
El condicionamiento operante es un aprendizaje en el cual intervienen dos factores; un estímulo y un refuerzo o castigo. Este tipo de condicionamiento va a reforzar la conducta mediante un castigo o un premio (refuerzo); estos estímulos pueden ser positivos o negativos.

##### Neoconductismo
El neoconductismo es propuesto por Albert Bandura. Él nos dice que el funcionamiento psicológico es una interacción recíproca entre determinantes personales, conductuales y ambientales; aquí se presentan conductas adquiridas y ejecutadas. Albert Bandura nos presenta dos tipos de aprendizajes:
- Aprendizaje por observación: es el aprendizaje de normas sociales mediante los medios de comunicación. Modelado: adquirir respuestas nuevas, que no estaban en el repertorio de la persona; tomar acciones de otros. El efecto inhibido/desinhibido implica el aumento o disminución de respuestas adquiridas previamente; a partir de lo que se ve, la conducta aumenta o disminuye. Efecto de provocación: las respuestas del modelo disparan respuestas similares en otras personas.
- Aprendizaje por imitación: interviene un refuerzo vicario (no enseña una conducta, la refuerza), el cual afecta la ejecución de la conducta. Aquí se encuentran representaciones mentales, simbólicas de todo lo que las personas hacen.

### Psicología social sociológica
Es imposible entender la sociedad si no es como el producto histórico y cultural de los actores, ni la conducta de estos si no es como un producto social. Individuo y sociedad son dos realidades inseparables. Esto no se ha entendido siempre así, y aún hoy día no existe acuerdo sobre estas cuestiones. Una de las primeras polémicas al respecto la tenemos entre Émile Durkheim y Gabriel Tarde. Para el primero, el objeto de la sociología debía ser el estudio de los hechos sociales. Estos, según Durkheim, son un producto colectivo, tienen una naturaleza externa a los individuos y se imponen a la conciencia individual. El origen de los hechos sociales debía, en su opinión, buscarse no en la conciencia individual, sino en otros hechos sociales.Tenemos aquí una visión objetivista de la realidad social. Por el contrario, Tarde pensaba que la sociedad no era algo independiente de los individuos y que era una psicología intermental la que podría, mediante el análisis de procesos como la imitación, explicar cómo era posible el orden social.

#### Representaciones sociales
Las representaciones sociales fueron desarrolladas por Serge Moscovici en 1961 a partir del estudio sobre psicoanálisis de su imagen y su público. “La representación social es un fenómeno específico relacionado con una manera particular de comprender y comunicar una manera que al mismo tiempo crea la realidad y el sentido común”. Son una forma específica de conocimiento común y un pensamiento práctico que se usa en la vida cotidiana, que permite actuar a la realidad social. Las representaciones sociales señalan a los individuos su significado o interés que tiene por el control de los medios de comunicación. Una representación se construye cuando un grupo de familia o amigos, entre otros, crean necesidad para hacer un conjunto de ideas para cambiar la realidad en la cual las personas de grupo se convierten en actores de la sociedad.
“Generalmente se considera que el conocimiento de sentido común y el científico se excluyen porque se elaboran y expresan en espacios distintos”. Donde el conocimiento común tiene como objetivo comunicar y sentirse dentro del ambiente social en un grupo social. De estos se constituyen con el objeto que representan el objeto social. “ Mediante el procedimiento de objetivación transformamos conceptos abstractos, extraños a nuestro mundo cotidiano, en experiencias o materializaciones concretas”. Van a transformar lo extraño y le va a dar un significado al objeto en una sociedad que está representada por un grupo. La objetivación va a tener un esquema conceptual, esta puede definirse como una operación formadora de imagen y estructurante. “Es decir, mediante este proceso se materializan un conjunto de significados, se establece la relación entre conceptos e imágenes, entre palabras y cosas”. Se adquiere especialmente por tener normas y valores, se da la forma de poder controlada por actitudes y conductas. Para Moscovici las representaciones crean conocimientos e información que servirán para comunicarnos socialmente, así como cada autor que ha estudiado esta teoría. “Las representaciones sociales aparecen en las sociedades modernas en donde el conocimiento está continuamente dinamizado por las informaciones que circulan y que exigen ser consideradas como guías para la vida cotidiana”. La información va a generar cambios continuos para el conocimiento y dependiendo de la posición social representa un orden y jerarquización interna.

## Fenómenos interpersonales

### Actitudes
El estudio de actitudes es un tema central de la psicología social. Las actitudes están implicadas en casi todas las áreas de la disciplina, incluyendo la conformidad, la atracción interpersonal, la percepción social y el prejuicio. En la psicología social, las actitudes se definen como evaluaciones globales doctas de una persona, un objeto, un lugar o un asunto que influencian el pensamiento y la acción. Es decir, las actitudes son expresiones básicas de aprobación o desaprobación, favorabilidad o desfavorabilidad, o gustar y disgustar. Ejemplos incluirían que nos guste el helado de chocolate, ser antiaborto, o respaldar los valores de un partido político particular. 
Los psicólogos sociales han estudiado la formación, la estructura, el cambio y la función de las actitudes y la relación entre éstas y el comportamiento. Debido a que la gente está influenciada por la situación, las actitudes generales no suelen ser buenos predictores de comportamientos específicos. Para una variedad de razones, una persona quizás valora el medio ambiente, pero no recicla una lata un día particular. Actitudes que son bien recordadas y centrales a nuestro autoconcepto, sin embargo, son más probables a llevar a un comportamiento, y medidas de actitudes generales previenen pautas de comportamiento a largo plazo. 
Mucha de la investigación reciente sobre las actitudes trata de la distinción entre medidas de actitudes tradicionales de «autorreporte» y actitudes inconscientes o «implícitas». Por ejemplo, los experimentos usando el Test de Asociación Implícita han encontrado que la gente a menudo demuestra parcialidad contra otras razas, incluso cuando sus respuestas en encuestas revelan igualdad de la mente. Un estudio encontró que las actitudes explícitas correlacionan con comportamiento verbal en interacciones inter-raciales, aunque actitudes implícitas correlacionan con comportamiento no verbal.

### Persuasión
El tema de la persuasión ha recibido mucha atención durante los últimos años. La persuasión es un método activo de influencia que intenta guiar la gente hacia la adopción de una actitud, una idea o un comportamiento por medidas racionales o emotivas. La persuasión depende de «apelaciones» en vez de presión fuerte o coerción. Se han encontrado numerosas variables que influencian el proceso de persuasión y estas normalmente se presentan en cuatro categorías importantes: quien dice qué a quién y cómo.
- El Comunicador, incluyendo la credibilidad, la pericia, la honradez y el grado de atractivo.
- El Mensaje, incluyendo varios grados de razón, emoción (como miedo), argumentos de uno o dos lados, y otros tipos de contenido informacional.
- La Audiencia, incluyendo una variedad de demografías, rasgos personales y preferencias.
- El Canal, incluyendo la palabra impresa, la radio, la televisión, la internet o interacciones cara a cara.

Las teorías de proceso dual de la persuasión (como el modelo de probabilidad de elaboración) mantienen que el proceso persuasivo se media por dos rutas distintas. La persuasión puede ser llevada a cabo por aspectos superficiales de la comunicación o la lógica interna del mensaje. Si alguien es o no persuadido por una celebridad popular o argumentos factuales es determinado principalmente por la capacidad y motivación de la audiencia. Sin embargo, décadas de investigación han demostrado que las actitudes profundas son remarcablemente resistentes a persuasión bajo circunstancias normales.

### Cognición social
La cognición social es la manera en que la gente piensa acerca de los demás.
Además es un área creciente de la psicología social que estudia cómo la gente percibe, piensa y recuerda información sobre otros. Una asunción en la cognición social es que la realidad es demasiado compleja para fácilmente discernir, y entonces vemos el mundo según esquemas o imágenes de realidad simplificados. Los esquemas son representaciones mentales generalizadas que organizan el conocimiento y guían el procesamiento de información. Por ejemplo, el esquema de alguien para ratones puede ser que sean pequeños, peludos y comen queso. La cognición social propone que grupos culturales desarrollen esquemas parecidos. Individuos que comparten esquemas pueden esencialmente tener los mismos pensamientos cuando se enfrentan a un estímulo. Por ejemplo, los esquemas a menudo operan automáticamente y no intencionalmente, y pueden dirigir parcialmente en la percepción y la memoria. 
Las expectaciones esquemáticas pueden dirigirnos a ver algo que realmente no existe. Un experimento encontró que la gente es más propensa a percibir un arma en las manos de un hombre negro que un hombre blanco. Este tipo de esquema es realmente un estereotipo, una colección generalizada de creencias sobre un grupo particular de gente. Los estereotipos a menudo son relacionados con actitudes negativas o preferenciales (prejuicio) y comportamientos (discriminación). Los esquemas para tipos de acontecimientos (por ejemplo, ir al McDonalds, hacer la colada) son conocidas como guiones.
Otro concepto importante en la cognición social es la atribución. Las atribuciones son las explicaciones que hacemos para el comportamiento de la gente, sea nuestro o de otros. Una atribución puede ser interna o externa. Atribuciones internas asignan causalidad a factores internos de la persona, como capacidad o personalidad. Atribuciones externas asignan la causalidad a un factor externo, como el tiempo. Han sido descritas numerosas parcialidades en el proceso de atribución:
- Sesgo de correspondencia – la tendencia a hacer atribuciones internas para el comportamiento. El efecto actor-observador es un refinamiento de esta parcialidad, la tendencia a hacer atribuciones externas para el comportamiento de otros y atribuciones internas para nuestro propio comportamiento.
- Fenómeno de un mundo justo – la tendencia a buscar víctimas (una atribución interna) para culpar por el sufrimiento personal. Se cree que es motivado por la ansiedad. La gente buena, incluyéndose a sí mismos, podrían ser victimizadas en un mundo injusto.
- Sesgo de autoservicio – la tendencia a tomar crédito por los éxitos, y culpar a otros por los fracasos. Los investigadores han encontrado que los individuos deprimidos a menudo carecen de esta parcialidad y realmente tienen percepciones más realistas de la realidad.

Las heurísticas son atajos cognitivos. En vez de pesar toda la evidencia cuando se toma una decisión, la gente depende de las heurísticas para salvar tiempo y energía. La heurística de disponibilidad ocurre cuando la gente estima la probabilidad de un resultado basado en cuán fácil ese resultado es de imaginar. Como tal, las posibilidades vívidas o muy memorables serán percibidas como más probables que estas que son más difíciles de imaginar o entender, resultando en una parcialidad cognitiva correspondiente. 
Hay otras numerosas observaciones que fueron encontradas por investigadores de la cognición social. El prejuicio de retrospectiva es una memoria falsa de haber previsto acontecimientos, o una exageración de predicciones actuales, después de hacerse consciente de la situación. El sesgo de confirmación es un tipo de parcialidad dirigido a la tendencia a buscar, o interpretar información en una manera que afirma las ideas preconcebidas.

### Autoconcepto
Los campos de psicología y personalidad social han juntado durante los años, y psicólogos sociales han desarrollado un interés en una variedad de fenómenos relacionados con el yo. En contraste con la teoría tradicional de personalidad, sin embargo, los psicólogos sociales ponen más énfasis en cogniciones en vez de rasgos. Mucha investigación enfocados en el autoconcepto, que es el entendimiento de una persona de sí misma. El autoconcepto puede dividirse en un componente cognitivo, llamado el autoesquema, y un componente evaluativo, la autoestima. La necesidad de mantener una autoestima sana es reconocida como una motivación central humana en el campo de psicología social. Creencias de autoeficacia son un aspecto del autoesquema. La autoeficacia se refiere a la expectación de un individuo que la representación en alguna tarea será eficaz y tendrá éxito. 
La gente desarrolla sus autoconceptos a través de una variedad de maneras, incluyendo la introspección, reacciones de otros, autopercepción, y comparación social. En comparación con otros relevantes, la gente adquiere información sobre sí mismos, y hacen inferencias que son relevantes a la autoestima. Las comparaciones sociales pueden ser hacia arriba o abajo, es decir, comparaciones con gente que es más alta o más baja en estatus o capacidad. Las comparaciones hacia abajo a menudo son hechas para elevar la autoestima. 
La autopercepción es una forma especializada de atribución que implica haciendo inferencia sobre sí mismo después de observar su propio comportamiento. Los psicólogos han encontrado que demasiadas recompensas (por ejemplo, dinero) tienen una tendencia a reducir la motivación intrínseca tras el proceso de autopercepción. La atención de la gente se dirige a la recompensa y pierden interés en la tarea cuando se deja de ofrecer la recompensa. Esta es una excepción importante a la teoría de refuerzo.

### Disonancia cognitiva
La disonancia cognitiva es un sentimiento que despierta desagrado causado por notar una inconsistencia entre las cogniciones. La disonancia cognitiva fue desarrollada originalmente como una teoría de cambio de actitud, pero ahora se considera como una teoría del yo por la mayoría de psicólogos sociales. La disonancia es la más fuerte cuando se nota una discrepancia entre el autoconcepto y el comportamiento, por ejemplo, haciendo algo que nos provoca vergüenza. Esto puede resultar en la autojustificación como el individuo intenta tratar con la amenaza. La disonancia cognitiva típicamente dirige a un cambio en la actitud, un cambio en comportamiento, una autoafirmación, o una racionalización del comportamiento.
Un ejemplo de la disonancia cognitiva es fumar. Fumar los cigarrillos aumenta el riesgo de cáncer, que amenaza el autoconcepto del individuo quien fuma. La mayoría de nosotros creen que somos inteligentes y racionales, y la idea de hacer algo insensato y autodestructivo causa la disonancia. Para reducir esta tensión incómoda, los fumadores tienen una tendencia a hacer excusas para sí mismos, como: "Me voy a morir de todos modos, entonces no importa".

### Influencia social
La influencia social refiere a la manera en que la gente afecta los pensamientos, sentimientos y comportamientos de otros. Como el estudio de actitudes, es un tema central tradicional en la psicología social. De hecho, la investigación en la influencia social coincide mucho con la investigación de actitudes y persuasión. La influencia social también está relacionada al estudio de la dinámica de grupos, como la mayoría de los principios de influencia son más fuertes cuando tienen lugar en grupos sociales. 
La conformidad es la forma más común y omnipresente de la influencia social. Generalmente se define como la tendencia de actuar o pensar como otros miembros de un grupo. El tamaño del grupo, la unanimidad, la cohesión, el estatus y la dedicación prior ayudan a determinar el nivel de conformidad en un individuo. La conformidad normalmente se ve como una tendencia negativa en la cultura estadounidense, pero una cierta cantidad de conformidad es no solo necesaria y normal, sino probablemente esencial para que una comunidad funcione. 
Los dos motivos importantes en la conformidad son:
- Influencia normativa – la tendencia a conformar para adquirir aceptación social, y evadir el rechazo o conflicto social, como en presión del grupo.
- Influencia informacional – basada en el deseo de adquirir información útil tras la conformidad, y de ese modo lograr un resultado correcto o apropiado.
- Influencia minoritaria es el grado al cual una fracción más pequeña dentro del grupo lo influencia durante la toma de decisiones. Nótese que este refiere a una posición minoritaria en algún asunto, no una minoría étnica. Su influencia es primariamente informacional y depende de la consistente adherencia a una posición, grado de defección de la mayoría, y el estatus y confianza en sí mismos de los miembros minoritarios. La reactancia es una tendencia a afirmarse a sí mismo por conseguir el opuesto de lo que se espera. Este fenómeno también se llama anticonformidad y parece ser más común entre los hombres que entre las mujeres.

Hay dos áreas más que son importantes en las investigaciones de influencia social. La conformidad refiere a cualquier cambio en comportamiento que es debido a una petición o sugerencia de otra persona. La técnica de pie en la puerta es un método de conformidad en el cual el persuasor pide un favor pequeño para posteriormente seguir con un favor más grande. Un ejemplo que mostrase este comportamiento sería una persona pidiendo la hora, y posteriormente pidiendo diez dólares. Una trampa relacionada es el timo de dar gato por liebre. La tercera forma importante de influencia social es la obediencia. Este es un cambio de comportamiento, resultado de una orden directa de otra persona. 
Un tipo de influencia social distinto es la profecía autocumplida. Es una predicción que, en ser hecho, realmente actúa en sí misma para convertirse en la verdad. Por ejemplo, en los mercados internacionales en el campo financiero, mucha gente cree que una crisis financiera es inminente, los inversores quizás pierden la confianza, venden la mayoría de sus valores, y realmente son ellos los que causan la crisis. De una manera similar, la gente puede esperar la hostilidad de otros e induce a ésta por su propio comportamiento.

### Dinámica de grupo
Un grupo es dos o más personas que interactúan, influencian los otros y comparten una identidad común. Los grupos tienen un número de cualidades emergentes que los distinguen de los agregados:
- Normas – reglas y expectaciones implícitas que los miembros del grupo siguen, por ejemplo, dar las gracias, estrechar la mano.
- Roles– reglas y expectaciones implícitas para miembros específicos dentro del grupo, por ejemplo, el niño mayor quien quizás tiene responsabilidades adicionales en la familia.
- Relaciones – pautas de gustar dentro del grupo, y también diferencias en prestigio o estatus, por ejemplo, líderes, gente popular.

Grupos y agregados temporales comparten pocas o ningunas de estas características, y no cualifican como grupos sociales verdaderos. Por ejemplo, la gente esperando para un bus no constituyen un grupo. Los grupos son importantes no solo porque ofrecen apoyo social, recursos, y un sentimiento de pertenencia, sino porque suplementan el autoconcepto de sus miembros. Hasta un gran punto, los humanos se definen a sí mismos por ser miembros de grupos que forman su identidad social. La identidad social compartida de individuos dentro de un grupo influencia el comportamiento entre grupos, la manera en que los grupos se comporten hacia y perciben los otros. Estas percepciones y comportamientos por su parte definan la identidad social de individuos dentro de los grupos que interactúan. La tendencia a definir a uno mismo por ser miembro de un grupo dirige a la discriminación entre grupos, que implica percepciones y comportamientos favorables dirigidos al grupo, pero percepciones y comportamientos negativos dirigidos a personas fuera del grupo. La discriminación entre grupos dirige al prejudicio y estereotipando, mientras los procesos de facilitación social y polarización grupal fomenta comportamientos extremos hacia la gente que no forma parte del grupo. 
Los grupos a menudo moderan y mejoran la toma de decisiones, y con frecuencia se depende de ellos para estas ventajas, por ejemplo, comités y jurados. Un número de parcialidades grupales, sin embargo, pueden interferir con la toma de decisiones efectivas. Por ejemplo, la polarización grupal, antes conocido como el cambio riesgoso, pasa cuando la gente polariza sus vistas en una dirección más extrema de una discusión grupal. Más problemático es el fenómeno del pensamiento de grupo. Este es un defecto del pensamiento colectivo que es caracterizado por un consenso prematuro o una asunción incorrecta de consenso, causado por miembros de un grupo fracasando a promover las vistas que no son consistentes con las vistas de otros miembros. El pensamiento de grupo ocurre en una variedad de situaciones, incluyendo la aislación de un grupo y la presencia de un líder que dirige mucho. Janis ofreció la Invasión de Bahía de Cochinos de 1961 como un caso histórico del pensamiento de grupo. 
Los grupos también afectan el rendimiento y productividad. La facilitación social, por ejemplo, es una tendencia a trabajar más y más rápidamente en la presencia de otros. La facilitación social aumenta la probabilidad de la respuesta dominante, que tienen una tendencia a mejorar el rendimiento en tareas simples y reducirlo en tareas complejas. En contraste, el ganduleaje social es la tendencia de individuos a haraganear cuando trabajan en un grupo. El ganduleaje social es común cuando la tarea es considerada no importante y las contribuciones individuales no son fáciles de ver.
Los psicólogos sociales estudian una variedad de fenómenos relacionados con grupos como el comportamiento de las muchedumbres. Un concepto importante en esta área es la desindividualización, un estado reducido de conocimiento de uno mismo que puede ser causado por sentimientos de anonimidad. La desindividualización es asociada con el comportamiento inhibido y a veces peligroso. Es común en muchedumbres, pero también puede ser causada por un disfraz, un uniforme, alcohol, alrededores oscuros, o anonimidad en línea.

### Relaciones con otros
Los psicólogos sociales están interesados en la cuestión de por qué la gente a veces actúa en una manera prosocial (ayudando, gustando, o amando otros), pero en otros tiempos actúa en una manera antisocial (la hostilidad, agresión o prejuicio contra otros).
La agresión se puede definir como cualquier comportamiento que se intenta dañar a otro ser humano. La agresión hostil es acompañada por emociones fuertes, en particular la ira. Dañar la otra persona es el fin. La agresión instrumental es solo un medio para lograr un fin. Dañar la persona se usa para obtener otro fin, como dinero. La investigación indica que hay muchas causas de agresión, incluyendo factores biológicos como testosterona y factores medioambientales, como la enseñanza social. Factores situacionales inmediatos como la frustración son también importantes en provocar una reacción agresiva.
Aunque la violencia es un hecho de la vida, la gente también es capaz de ayudar otros, incluso desconocidos completos en emergencias. La investigación indica que el altruismo ocurre cuando una persona se siente empatía para otro individuo, incluso en la ausencia de otros motivos. Sin embargo, según el efecto espectador, la probabilidad de recibir la ayuda en una emergencia desciende como el número de espectadores aumenta. Esto es debido a los efectos de conformidad y una difusión de responsabilidad.

### Atracción interpersonal
En el estudio de psicología social es importante la atracción interpersonal, es decir, todos aquellos esfuerzos que hacen que a los individuos les gusten otros individuos, establecer relaciones e, incluso, enamorarse. Algunos de los principios generales son:
- Proximidad: Cuanta más proximidad física haya, más aumenta la atracción.
- Familiaridad: Exponerse delante de otros (consciente o inconscientemente) suele aumentar esa atracción.
- Similitud: Cuanto más parecidas sean las personas (actitud, origen, etc.) más posibilidades de gustarse tienen. (Bryne, 1961). Contrario a la opinión pública, los opuestos normalmente no se atraen.

En las relaciones románticas, primeramente, el atractivo físico es lo más importante, dejando paso al resto de aspectos. Según la teoría de intercambio social, las relaciones están basadas en la elección racional y el análisis costo-beneficio. Si los costos de una pareja empiezan a ser mayores que sus beneficios, esa persona quizás deja la relación, especialmente si hay buenas alternativas disponibles. Con tiempo, las relaciones de largo plazo tienen una tendencia a ser comunal en vez de simplemente basadas en el intercambio. Robert Sternberg ha sugerido que realmente hay tres pasos al amor: intimidad, pasión y dedicación.

### Percepción interpersonal
La percepción interpersonal examina las creencias que la gente relacionando tiene sobre otros. Esta área difiere de la cognición social y la percepción personal por ser interpersonal en vez de intrapersonal. Al requerir que al menos dos personas se relacionan, la investigación en esta área examina fenómenos únicos como:
- Exactitud – la precisión de las creencias de A sobre B.
- Acuerdo del yo-otro – sí o no las creencias de A sobre B son las mismas que las creencias de B sobre él mismo.
- Similitud – sí o no las creencias de A y B son las mismas.
- Proyección/similitud asumida – sí o no las creencias de A sobre B son las mismas de las creencias de A sobre él mismo.
- Reciprocidad – la similitud de las creencias de A y B sobre el otro.
- Meta-exactitud – sí o no A sabe cómo los otros le ven.
- Proyección asumida – sí o no A piensa otros le ven como les ve.

Estos variables no pueden ser calculados en los estudios que piden a la gente a formar creencias sobre objetos ficticios. 
Aunque el interés en esta área ha crecido rápidamente con la publicación del libro de Malcolm Gladwell de 2005 Parpadeo y la investigación de rebanadas finas (Ambady & Rosenthal, 1992), la disciplina es todavía muy joven, haber sido formalmente definida solo en 1994, por David Kenny. Tan poca investigación, en particular sobre la exactitud de primeras impresiones, quiere decir que los psicólogos sociales saben mucho sobre lo que la gente piensa de otros, pero mucho menos sobre sí o no son correctos. 
Muchos atribuyen esto a un crítico que escribió Cronbach sobre como la exactitud de impresiones fue calculada, que resultó en un paréntesis de 30 años en la investigación. Durante ese tiempo, los psicólogos se enfocaron en el consenso (sí o no A y B están de acuerdo en sus creencias sobre C) en vez de la exactitud, aunque Kenny ha reivindicado que el consenso no es necesario ni suficiente para exactitud.
Hoy, el uso de correlaciones en vez de discrepancias es mejor para medir la exactitud y el desarrollo del modelo de los cinco grandes han superado los críticos de Cronbach y han dirigido a una onda de nueva investigación. La gente percibe más exactamente la extraversión y la conciencia en desconocidos que los otros dominios de personalidad. Una interacción de 5 segundos te dice tanto que 15 minutos de estos dominios, y el video te dice más que solo audio.
Sorprendentemente, ver los sitios de web personales o perfiles en línea de gente (como en Myspace, Facebook o un sitio web de citas) puede hacerte tan informado de su conciencia y como abierta es su actitud como sus amigos de largo plazo. La cuestión de sí o no los sitios de redes sociales dirigen a primeras impresionas exactas han inspirado Sam Gosling de la Universidad de Texas en Austin y David Evans, antes de classmates.com a lanzar un proyecto ambicioso para medir la exactitud de primeras impresiones en todo el mundo (YouJustGetMe.com Archivado el 12 de noviembre de 2020 en Wayback Machine.).
En cuanto a expresión de la emoción y como parte de la percepción social, según Perlman y Cozby. (1985, p. 155) “la investigación demuestra de manera importante que podemos obtener información precisa acerca de las emociones de los demás por las expresiones faciales, por el tono de voz y por los movimientos del cuerpo”.

## Temas de la disciplina
La psicología social se ha venido desarrollando a lo largo de muchas décadas y sus temas de investigación han captado el interés de gran cantidad de estudiosos del comportamiento. Cada uno de estos temas tiene un amplio desarrollo, destacándose diferentes investigadores y hallándose métodos para cada uno de ellos, en muchos casos compartidos según similitud.
Así, es posible desarrollar un complejo temario como el que se presenta a continuación:

### Actitudes
Una actitud viene a ser una disposición personal, usualmente basada en la experiencia, que influye en el comportamiento de un individuo. En otros términos, las actitudes pueden considerarse como una forma de motivación social o grupal. Pueden ser de carácter emotivo, racional e incluso inconsciente, por lo que las actitudes son muy difíciles de cambiar.
Desde un punto de vista psicosocial y crítico, una actitud no se puede definir como predisposición estable y rígida, sino que se entiende como una opción relativa a discursos que el marco de referencia cultural permite. Un marco histórico y cultural situado.

### Agresión
La agresión puede definirse como un comportamiento hostil o destructivo, o en su defecto una disposición del mismo orden. La finalidad de una agresión es causar daño a la persona, animal u objeto a la cual se dirige, en este sentido se diferencia del amedrentamiento y la amenaza.

### Atracción
La atracción, o atracción sexual, se refiere al impulso que lleva a una persona a relacionarse con otra buscando sostener una relación sexual. Este impulso en los seres humanos toma un carácter menos instintivo y más bien se presenta como un elemento multifactorial influido por la cultura.

### Colectividad
La colectividad es una noción que alude a un número amplio de formas de agrupamiento humano. Así, puede darse esta denominación a las huelgas, las pandillas y las manifestaciones en general, pero también a los poblados y a la opinión pública. Lo 'colectivo' es una construcción hecha con el fin de explicar las cuestiones que van más allá de los grupos, organizaciones e incluso de las instituciones.

### Comunicación
La comunicación es un fenómeno inherente a la relación grupal de los seres vivos por medio del cual estos obtienen información acerca de su entorno y de otros entornos y son capaces de compartirla haciendo partícipes a otros de esa información.

#### Psicología de la comunicación
Es la rama de la psicología social que estudia la conducta comunicativa del ser humano y su interacción con los demás. El comportamiento o conducta del hombre en sus interrelaciones con la sociedad, tanto como ente que comunica datos, ideas, conceptos, así como receptor de mensajes. Trata, en suma, de conocer y analizar los factores de índole psicológico que intervienen en los diferentes procesos de la actividad de la comunicación.
Temas de estudio de la Psicología de la comunicación:
- Niveles de estudio: Intrapersonal, interpersonal y social.
- El contexto
- Variables psicológicas
- Percepción social
- Lenguaje verbal y no verbal
- Las relaciones interpersonales: La socialización, la atracción y los conflictos.

En la comunicación como conducta intervienen procesos cognoscitivos que permiten captar, retener y procesar la información y transmitirla a otros, es así que en este proceso participan: El aprendizaje, la percepción, la memoria y el pensamiento.
“La atención de los consumidores no se capta mediante argumentos racionales, sino a través de imágenes que emocionen. Cuanto más intensa sea esta emoción, más profunda será la conexión neurológica conseguida en el cerebro del consumidor en potencia, por lo que las campañas de publicidad deben reforzar estas redes neuronales, ya que son las que finalmente motivan la compra impulsiva de determinados productos” (López Vázquez Belén, 2007, p. 32).

#### Psicología de la publicidad
Dentro de la publicidad existe una locución conocida como «publicidad emotiva» o «persuasión dirigida», que busca crear un vínculo apelando o influyendo en las emociones de los receptores y así muestren interés e incluso se identifiquen; esto a causa de la alta competitividad en los mercados y con el objetivo de aumentar el consumo en los individuos. 
La publicidad tiene como fin dar a conocer información o beneficios que ofrece una marca o productos; para ello se llevan a cabo diversas estrategias de difusión y persuasión, que se realizan dentro de la publicidad o propaganda impresa (revistas, periódicos carteles, folletos, etc.) y la publicidad audiovisual (televisión, cine, redes sociales); es principalmente por estos medios que se incentiva de gran manera al consumo, debido a la gran influencia que tienen sobre la sociedad.
Las estrategias que se emplean en los medios de comunicación visuales, consisten en que en sus contenidos muestren imágenes con relación a la realidad dentro de las instituciones sociales (casa, escuela, etc.) para que así los individuos se identifiquen con las situaciones que les son presentadas.
Para ello las empresas que quieren dar a conocer y promocionar servicios o productos, deben hacerse cuestionamientos en torno a la sociedad como: “¿Qué necesidades internas cubren o pueden cubrir las marcas? ¿Qué elementos podemos destacar en la comunicación no utilizados hasta ahora? ” (López V B, 2007, p .30), esto con el fin de atraer el interés y crear un lazo entre los consumidores, dicha conexión se le conoce como branding emocional, que según Marc Gobé “es una manera de crear un diálogo personal con los consumidores. Hoy en día, los consumidores esperan que sus marcas les conozcan –íntimamente e individualmente– y entiendan sus necesidades y su orientación cultural” (Gobé M. 2005, p. 30).
También están los insights que se definen como “las percepciones, imágenes, experiencias y verdades subjetivas que el consumidor tiene asociadas con un tipo de producto, con una marca en concreto o con su situación de consumo” (López V B, 2007, p .40), con estos las empresas realizan cada vez más publicidades creativas, debido al conocimiento profundo que se tiene del consumidor dentro de los insight, realizando preguntas sobre las sensaciones que sienten ante algún producto o servicio, dando como resultado una idea general de las ilusiones o deseos que tienen los individuos, para de esa manera aplicarla en su publicidad.
De igual manera se hace uso de la teoría del color; esta teoría menciona el significado emocional que tiene cada color, por ejemplo: el amarillo significa alegría, felicidad, energía; el naranja entusiasmo, ánimo; el rojo pasión, amor, fuerza; el azul sabiduría, inteligencia; etc. Se escogen los colores de acuerdo a las emociones que quieren reflejar las empresas en una campaña publicitaria y para mejorarla visualmente, es decir atraer la atención de los consumidores.

### Comunidad
La Psicología Comunitaria así como también la llamada Psicología Social Comunitaria (de corte latinoamericano) se centran en el estudio de las comunidades humanas y sus fenómenos. Los psicólogos comunitarios distinguen a las comunidades de otros grupos humanos argumentando que estas poseen características y fenómenos propios (por ejemplo la participación comunitaria o el sentido de comunidad) que ameritan el desarrollo de una disciplina y métodos propios. Pionera en la constitución y desarrollo de este campo fue la venezolana Maritza Montero.
En el ámbito de la psicosociología, el geógrafo humanista Yi-Fu Tuan estudió el sentido de pertenencia a una comunidad mediante el civitio como vínculo de identidad grupal. Su método de investigación se clasifica en cinco tipos principales: estudios sobre el modo en que los seres humanos en general perciben y organizan el mundo, estudios sobre las percepciones y las actitudes hacia el entorno como una dimensión de la cultura, estudios destinados a identificar actitudes y valores por medio de encuestas, observaciones sobre cambios en la valoración del entorno y estudios sobre el significado de ciertos lugares de participación comunitaria.

### Conformidad
Conformidad es el grado hasta el cual los miembros de un grupo social cambiarán su comportamiento, opiniones y actitudes para encajar con las opiniones del grupo.

### Estereotipos
Un estereotipo es una imagen mental muy simplificada y con pocos detalles acerca de un grupo de gente que comparte ciertas cualidades características (o estereotípicas) y habilidades; por ejemplo, cholos, fresas, magueras, emos, punks, rockeros, pijos, góticos, raperos, etc.; lo que identifica a la persona son aquellos rasgos más llamativos (su forma de hablar, caminar, vestir, comportarse, etc.)

### Expectativas
Una expectativa es una suposición sobre el futuro, que puede o no ser realista. Una expectativa sobre la conducta de otra persona, expresada a esa persona, puede tener la naturaleza de una fuerte petición

### Grupos
Un grupo social, llamado también grupo orgánico, es un conjunto de personas que desempeñan roles recíprocos dentro de la sociedad. Este puede ser fácilmente identificado, tiene forma estructurada y es durable. Las personas dentro de él actúan de acuerdo con unas características afines, como normas, valores, creencias, ideologías, idiosincrasia, pensamientos y fines necesarios para el bien común del grupo. Se busca una mejora o beneficio ya sea para la sociedad o para el propio grupo.
--Grupo: Número de personas más o menos reducido que se encuentran cara a cara durante un periodo de tiempo.--

### Habilidades sociales
Las habilidades sociales, son un conjunto de conductas que tienen la función de promover o mejorar la inserción de una persona en grupos. Asimismo, permiten que un individuo manifieste su opinión y deseos reales ante los demás.

### Identidad
El término identidad, es utilizado para referirse a la capacidad de un individuo de reconocerse en sus características esenciales y en las modificaciones que experimenta en sí mismo.

### Impacto emocional de las redes sociales
Comúnmente y en términos sencillos una emoción se define como una turbación súbita y repentina en el estado de ánimo de una persona provocada por un sentimiento: temor, alegría, odio, tristeza, etc., El impacto emocional que las redes sociales pueden ejercer sobre una persona depende de varios factores entre ellos la naturaleza misma de la red, (trabajo, negocios, amistad, parentesco, etc.) del o los objetivos perseguidos por sus miembros y sus propios rasgos de personalidad que determinarán el estilo de comunicación y contenido de mensajes y por supuesto, de la “susceptibilidad” del receptor de los mensajes es decir, el individuo que forma parte de la red o redes sociales siendo importante también el número y tipo de las mismas en las que forme parte.[cita requerida]
El impacto emocional se medirá por las actitudes y acciones del individuo inmerso en las redes sociales. Estudios recientes[¿cuál?] demuestran que un individuo es capaz de influir fuertemente a las personas con las que se relaciona hasta en 3 niveles, es decir, las emociones y actitudes que presenta una persona son adoptadas por sus amigos, amigos de sus amigos y los amigos de los amigos de sus amigos. Estas pueden ser tanto negativas como positivas, por ejemplo, la felicidad, la tristeza, la depresión, el hecho de fumar o dejar de hacerlo, acciones altruistas, etc. Es por ello que resulta muy importante reflexionar antes de exteriorizar nuestras emociones en una red social y seleccionar cuidadosamente la red a la que queramos pertenecer dado que afecta a toda una comunidad.[cita requerida]
“Los medios de comunicación se convierten así en un mercado de sensaciones, que se ponen a disposición de un público que disfruta consumiendo imágenes placenteras asociadas a las marcas.” (López Vázquez Belén, 2007, p. 33)

### Liderazgo
El liderazgo es una cualidad que posee una persona o un grupo de personas, con capacidad, conocimientos y experiencia para dirigir a los demás. La palabra "liderazgo" en sí misma puede significar un grupo colectivo de líderes, o puede significar características especiales de una figura célebre (como un héroe). Se divide en líder autoritario (imagen muy fuerte), líder democrático (imagen normal), y líder laissez-faire (dejar ser, imagen muy débil).

### Movimientos sociales
Un movimiento social, puede entenderse como la agrupación informal de individuos u organizaciones, dedicadas a cuestiones político-sociales que tiene como finalidad el cambio social.

### Obediencia
El término obediencia (al igual que la acción de obedecer) conduce de la escucha atenta a la acción, que puede ser puramente pasiva o exterior o, por el contrario, puede provocar una profunda actitud interna de respuesta.

### Prejuicios
El prejuicio es una concepción elaborada por un individuo tras un proceso en el que 'pre-juzga' algo. En general, implica llegar a un juicio sobre el objeto antes de determinar dónde está realmente la preponderancia de la evidencia, o la formación de un juicio sin experiencia directa o real. La formación de prejuicios está muy influida por la socialización y las experiencias previas en general.

### Socialización
La socialización es el proceso mediante el cual los individuos pertenecientes a una sociedad o cultura aprenden e interiorizan un repertorio de normas, valores y formas de percibir la realidad, que los dotan de las capacidades necesarias para desempeñarse satisfactoriamente en la interacción social.

### Trabajo en equipo
El trabajo en equipo, consiste en el desarrollo de tareas en forma colectiva, basándose en funciones de comunicación, liderazgo y reflexión grupal. En el trabajo en equipo juega un rol importante el liderazgo y el establecimiento de roles. 

### Valores
Se denomina valores al conjunto de pautas que la sociedad establece para ser cumplidas por las personas en las relaciones sociales. Los valores son creencias de mayor rango, tienen una expresión de consenso social, y es un componente de la cultura.

### Violencia
La violencia es un comportamiento deliberado que resulta, o puede resultar, en daños físicos o psicológicos a otros seres humanos, o más comúnmente a otros animales o cosas (vandalismo) y se lo asocia, aunque no necesariamente, con la agresión, ya que también puede ser psicológica o emocional, a través de amenazas u ofensas.

### Otros temas
- Conformismo
- Dimensión social de la persona
- Enamoramiento
- Interacción social
- Influencia social
- Percepción social
- Procesos interpersonales
- Procesos grupales

## Investigación

### Métodos

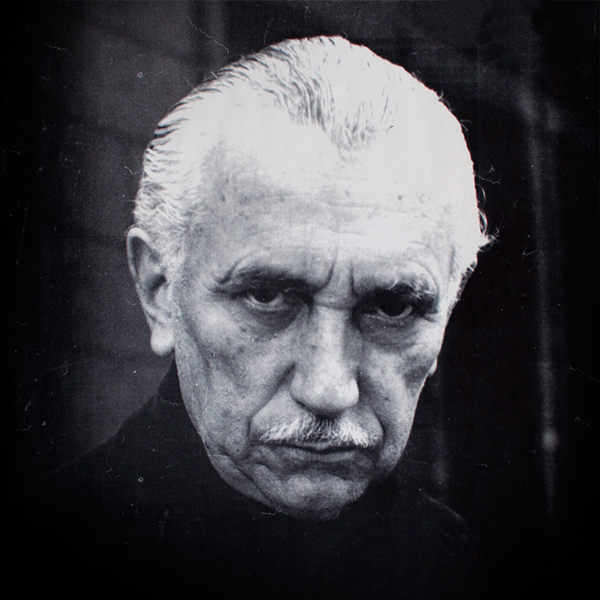
Enrique Pichon-Rivière, generador de la teoría de grupo conocida como grupo operativo.

La psicología social es una ciencia empírica que intenta responder una variedad de cuestiones sobre el comportamiento humano por probar las hipótesis, de ahí su fuerte relación con la psicología clínica, sus métodos de prevención e intervención, diagnóstico y pronóstico en el laboratorio y en el campo. La atención cuidadosa a muestrear, diseño de investigación y análisis estadístico es importante, y los resultados son publicados en publicaciones que son evaluadas por pares como La revista de psicología social experimental, El boletín sobre la psicología social y la personalidad y La revista de psicología social y personalidad.
Los métodos experimentales implican el investigador cambiando un variable en el medio ambiente y mediando el efecto en otro variable. Un ejemplo sería dejando dos grupos de niños a jugar videojuegos violentos o no violentos y después observando su nivel subsecuente de agresión durante un periodo de juego libre. Un experimento válido es controlado y usa asignación aleatoria.
Los métodos de correlación examinan la asociación estadística entre dos variables que ocurren naturalmente. Por ejemplo, se puede correlacionar la cantidad de televisión violenta que los niños ven en casa con el número de incidentes violentos en que los niños participan en la escuela. Nota que este estudio no probará que la televisión violenta causa la agresión en niños. Es posible que los niños agresivos eligen ver más televisión violenta. 
Los métodos observacionales son puramente descriptivos e incluyen la observación naturalística, la observación artificiosa, la observación de participantes, y análisis de archivos. Estos son menos comunes en la psicología social, pero a veces son usados durante los primeros pasos de un fenómeno. Un ejemplo sería observar discretamente los niños en un patio de recreo (con un videocámara, quizás) y recordar el número y tipos de acciones agresivas demostradas. 
Cuando sea posible, los psicólogos sociales dependen de la experimentación controlada. Los experimentos controlados requieren la manipulación de uno más variables independientes para examinar el efecto sobre un variable dependiente. Los experimentos son útiles en la psicología social porque tienen mucha validez interna, queriendo decir que son libres de la influencia de variables que confunden, y entonces son más probables a indiciar exactamente una relación causal. Sin embargo, las muestras pequeñas usadas en experimentos controladas típicamente no tienen mucha validez externa, o el grado al cual los resultados pueden ser generalizados en la población general. Usualmente hay una compensación entre el control experimental (validez interna) y poder generalizar la población (validez externa).
Porque usualmente es imposible probar todos, la investigación tiene una tendencia a ser realizada en una muestra de personas de la población más amplia. Los psicólogos sociales frecuentemente usan investigaciones por encuestas cuando son interesados por resultados que tienen mucha validez externa. Las encuestas usan varias formas de muestra aleatoria para obtener una muestra de respondientes que son representativos de una población. Este tipo de investigación usualmente es descriptivo porque no hay control experimental sobre variables. No obstante, métodos estadísticos nuevos como el modelo de ecuaciones estructurales se usan para probar para relaciones causales potenciales en este tipo de data.
A pesar de cual método se usa, es importante evaluar el hipótesis de investigación a la luz de los resultados, confirmando o rechazando la predicción original. Los psicólogos sociales emplean las estadísticas y pruebas de probabilidad para juzgar sus resultados, que definan un hallazgo significante como menos de 5 % probable a ser debido a casualidad. La replicaciones son importantes, para asegurar que el resultado es válido y no debido a casualidad, o alguna característica de una muestra particular.
En la Psicología Social Argentina, creada por Enrique Pichon-Rivière, se utiliza la metodología de 'investigación-acción'.

### Ética
El fin de la psicología social es comprender la cognición y el comportamiento como ocurren naturalmente en un contexto social, pero el acto de observar la gente puede influir y cambiar su comportamiento. Por esta razón, muchos experimentos de psicología social utilizan el engaño para ocultar o deformar ciertos aspectos del estudio. El engaño puede incluir historias falsas, participantes falsas (llamados confederados), reacciones falsas dadas a los participantes, etc..
La práctica de decepción ha sido desafiada por ciertos psicólogos quienes mantienen que la decepción bajo cualesquiera circunstancias es poco ética, y que otras estrategias de investigación (por ejemplo, el roleplay) debería usarse en su lugar. Desafortunadamente, la investigación ha demostrado que los estudios de roleplay no producen los mismos resultados que los estudios engañosos y este ha puesto duda sobre su validez. En adición a la decepción, los experimentadores han, varias veces, puesto la gente en situaciones que son potencialmente incómodas o avergonzadas (por ejemplo, el experimento de Milgram y el experimento de la cárcel de Stanford y esta ha sido criticado para razones éticas. 
Para proteger los derechos y bienestar de los participantes en investigaciones, y al mismo tiempo descubrir resultados significativos y perspicacias en el comportamiento humano, virtualmente toda investigación de psicología social puede aprobar un proceso de repaso ético. En la mayoría de colegio y universidades, esto es realizado por un comité ético o un Consejo de Repaso Institucional. Este grupo examina la investigación propuesta para asegurar que no hay ningún daño a los participantes, y que los beneficios del estudio son mayores que riegos o incomodidades posibles a la gente que toma parte en el estudio. 
Además, a menudo se emplea un proceso de consentimiento informado para asegurar que los voluntarios saben lo que pasará durante el experimentos y comprender que son permitidos a dejar el experimento cuando quieran. Se da parte típicamente al fin del experimento para revelar cualesquiera decepciones usadas y generalmente asegurar que los participantes no son dañados por los procedimientos. Hoy, la mayoría de investigación en psicología social no implica un riesgo de daño más que se puede esperar de pruebas rutinas psicólogos y actividades normales diarias, pero siempre hay que anteponer los aspectos deontologia y la ética del psicólogo en la investigación y la intervención.

### Experimentos famosos
Los experimentos y estudios famosos que han influenciado la psicología social incluyen:
- El experimento de Asch desde los años 1950, una serie de estudios que demostraron crudamente el poder de conformidad en la estimación de gente de la longitud de líneas.[37] En más de una tercera parte de los experimentos, los participantes confirmaron lo que la mayoría decía, aunque el juicio de la mayoría era claramente incorrecto. Un 75 % de los participantes lo confirmaron al menos una vez durante el experimento.
- El experimento de Sherif de la Cueva de Ladrones,[38] donde dividieron a los chicos en dos grupos, compitiendo, para así explorar cuánta hostilidad y agresión emergería. También es conocida como la teoría de conflicto grupal realístico, porque el conflicto intergrupal fue inducido tras una competición sobre recursos.
- El experimento de León Festinger sobre la disonancia cognitiva, en el cual se pidieron a los sujetos realizar una tarea aburrida. Fueron divididos en dos grupos y dados dos niveles salariales distintos. Al final del estudio, algunos participantes fueron pagados con $1 para decir que disfrutaron de la tarea y otro grupo de participantes fue pagado $20 para decir la misma mentira. El primer grupo después reportó que disfrutaron de la tarea mejor que el segundo grupo. La gente justificó la mentira por cambiar sus actitudes anteriormente desfavorables sobre la tarea.[20]
- El experimento de Milgram que estudió que la gente haría mucho para obedecer una figura de autoridad. Después de los eventos del Holocausto durante la Segunda Guerra Mundial, el experimento demostró que ciudadanos normales estadounidenses fueron capaces de seguir órdenes hasta el punto de causar sufrimiento extremo en un ser humano inocente.[39]
- El experimento del muñeco Bobo de Albert Bandura, que demostró como la agresión es aprendida por la imitación.[40] Este fue uno de los primeros estudios de muchos demostrando como la exposición a violencia por los medios de comunicación dirige al comportamiento agresivo en observadores.
- El experimento de la cárcel de Stanford, por Philip Zimbardo, donde un ejercicio simulado entre prisioneros y guardias estudiantiles demostró que la gente seguiría un papel. Esta fue una demostración importante del poder de la situación social inmediata, y su capacidad de abrumar los rasgos normales de personalidad.[41]

## Representantes
- Floyd Allport, fundador de la psicología social como disciplina científica.
- Solomon Asch, destacado estudioso, realizó investigación muy relevante sobre la influencia social.
- Jean-Léon Beauvois, psicólogo social francés que, partiendo de la psicología social experimental, ha llevado su reflexión hasta el análisis de la sumisión y del ejercicio del poder.
- Gustave Le Bon, psicólogo social francés, uno de los precursores de la disciplina.
- Kurt Lewin, creador del análisis de campo y es considerado fundador de la psicología social moderna.
- Ignacio Martín-Baró, nacido en España, desarrolló su carrera en El Salvador, propulsor de la psicología social de la liberación.
- Maritza Montero, psicóloga social venezolana, generó avances en psicología social comunitaria y política en América Latina.
- Boris Parygin, filósofo y psicólogo ruso. El fundador de la corriente filósofo-sociológica en la psicología social.
- Stanley Milgram, destacado psicólogo social, hizo experimentos muy debatidos por sus implicancias éticas.
- Serge Moscovici, psicólogo social francés, aportó el desarrollo de la noción de representaciones sociales.
- Enrique Pichon-Rivière, psiquiatra y psicoanalista argentino, fundador de la Escuela de Psicología Argentina.
- Muzafer Sherif, destacado investigador, destacó al publicar el Experimento de Robber's Cave.
- Philip Zimbardo, ha sido presidente de la American Psychological Association en el 2002 y desarrolló el Experimento de la cárcel de Stanford.
- Alfredo Moffatt, (12 de enero de 1934) es un psicólogo social, psicodramatista y arquitecto argentino.
- Otros: Robert Baron, Cornelius Castoriadis, Frederick Munné, David Whitaker, Edgar Alsworth Ross, Vander Zanden J, Herbert Blumer (considerado en muchas ocasiones más como un sociólogo).